# Жатканбаева, Айжан Ержановна
Айжан Ержановна Жатканбаева (каз. Айжан Ержанқызы Жатқанбаева; род. 22 октября 1972, Алма-Ата, Казахская ССР) — казахстанский юрист. Доктор юридических наук, профессор. Судья Конституционного Суда Республики Казахстан (с 1 января 2023 года).

## Биография
В 1996 году окончила Казахский государственный университет имени аль-Фараби по специальности «Правоведение». В 1999 году получила учёную степень кандидата юридических наук (диссертация по теме «Правовые основы административной ответственности Республики Казахстан»). В 2009 году получила степень доктора юридических наук (диссертация по теме «Теоретические проблемы конституционно-правового обеспечения информационной безопасности в Республике Казахстан»).
Занималась преподавательской и научной деятельностью:
- 1996—1998 годы — преподаватель кафедры конституционного и административного права Казахского национального университета имени аль-Фараби (КазНУ);
- 1998—2001 годы — старший преподаватель кафедры конституционного и административного права КазНУ;
- 2000—2010 годы — доцент кафедры конституционного и административного права КазНУ;
- 2010—2011 годы — заместитель декана юридического факультета КазНУ по научной деятельности и международному сотрудничеству;
- 2012—2022 годы — заведующая кафедрой таможенного, финансового и экологического права КазНУ.

С 1 января 2023 года назначена судьёй Конституционного Суда Республики Казахстан указом президента Казахстана Касым-Жомарта Токаева.

## Награды
- Орден «Курмет» (24 октября 2024)
- Медаль «20 лет Конституции Казахстана» (2015)